# Třída Tambor
Třída Tambor byla třída oceánských diesel-elektrických ponorek námořnictva Spojených států amerických. Tyto velké ponorky, určené k operacím v rozlehlých oblastech Pacifiku, se vyznačovaly vysokou rychlostí plavby na hladině, velkým dosahem a velkou zásobou torpéd. Celkem bylo postaveno 12 jednotek této třídy. Ve službě byly v letech 1940–1959. Sedm jich bylo ztraceno během intenzivního nasazení za druhé světové války.

## Stavba
Ponorky třídy Tambor byly další evolucí předcházejících tříd třída Salmon a třída Sargo. V letech 1939–1941 bylo postaveno celkem 12 ponorek této třídy. Na jejich stavbě se podílely tři loděnice – Electric Boat Company v Grotonu ve státě Connecticut (6 ks), Portsmouth Naval Shipyard v Kittery ve státě Maine (4 ks) a Mare Island Naval Shipyard ve Vallejo v Kalifornii (2 ks).
Jednotky třídy Tambor:
| Jméno                  | Loděnice                   | Založení kýlu | Spuštěna           | Vstup do služby    | Osud |
| ---------------------- | -------------------------- | ------------- | ------------------ | ------------------ | --- |
| USS Tambor (SS-198)    | Electric Boat              | 1939          | 20. prosince 1939  | 3. června 1940     | Vyřazena 1959. |
| USS Tautog (SS-199)    | Electric Boat              | 1939          | 27. ledna 1940     | 3. července 1940   | Vyřazena 1959. |
| USS Thresher (SS-200)  | Electric Boat              | 1939          | 27. března 1940    | 27. srpna 1940     | Vyřazena 1946. |
| USS Triton (SS-201)    | Portsmouth Naval Shipyard  | 1939          | 25. března 1940    | 15. srpna 1940     | Zmizela během patroly, dne 15. března 1943 potopena poblíž Admiralitních ostrovů japonskými torpédoborci.           |
| USS Trout (SS-202)     | Portsmouth Naval Shipyard  | 1939          | 25. května 1940    | 25. listopadu 1940 | Zmizela během patroly, zničena přibližně v dubnu 1944.                                                              |
| USS Tuna (SS-203)      | Mare Island Naval Shipyard | 1939          | 2. října 1940      | 2. ledna 1941      | Vyřazena 1946, 1948 potopena jako cvičný cíl.                                                                       |
| USS Gar (SS-206)       | Electric Boat              | 1939          | 7. listopadu 1940  | 14. dubna 1941     | Vyřazena 1959. |
| USS Grampus (SS-207)   | Electric Boat              | 1939          | 23. prosince 1940  | 23. května 1941    | Dne 5. března 1943 potopena poblíž ostrova Kolombangara japonskými torpédoborci.                                    |
| USS Grayback (SS-208)  | Electric Boat              | 1939          | 31. ledna 1941     | 30. června 1941    | Dne 27. února 1944 potopena ve Východočínském moři japponskými plavidly a letadly.                                  |
| USS Grayling (SS-209)  | Portsmouth Naval Shipyard  | 1939          | 4. září 1940       | 1. března 1941     | Zmizela mezi 9. a 12. zářím 1943 poblíž Filipín.                                                                    |
| USS Grenadier (SS-210) | Portsmouth Naval Shipyard  | 1939          | 29. listopadu 1940 | 1. května 1941     | Dne 21. dubna 1943 těžce poškozena japonskými letadly, dne 22. dubna 1943 poblíž Penangu potopena vlastní posádkou. |
| USS Gudgeon (SS-211)   | Mare Island Naval Shipyard | 1939          | 25. ledna 1941     | 21. dubna 1941     | Dne 18. dubna 1944 potopena japonským letadlem.                                                                     |

## Konstrukce

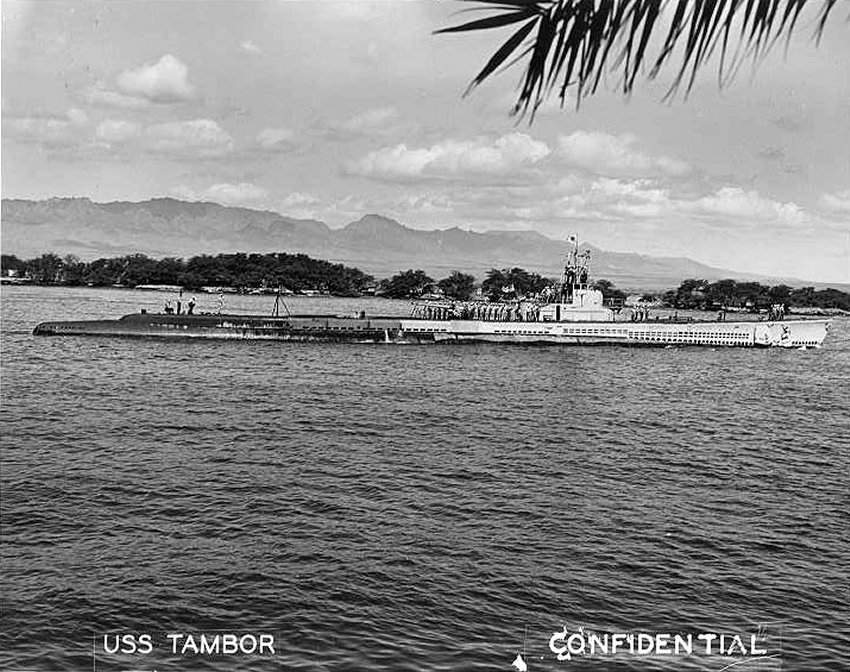
USS Tambor (SS-198)

Ponorky byly vyzbrojeny jedním 127mm kanóněm (část 76,2mm kanónem), dvěma protiletadlovými 12,7mm kulomety a deseti 533mm torpédomety (šest na přídi a čtyři na zádi). Mholy naložit až 24 torpéd, nebo čtyři torpéda a 40 námořních min. Během služby byla výzbroj různě modifikována. Pohonný systém tvořily čtyři diesely o výkonu 5400 hp a čtyři elektromotory o výkonu 2740 hp. Nejvyšší rychlost na hladině dosahovala 20 uzlů a pod hladinou 8,75 uzlu. Dosah byl 10 000 námořních mil při rychlosti 10 uzlů na hladině a 60 námořních mil při rychlosti 5 uzlů pod hladinou. Operační hloubka ponoru byla až 90 metrů.